# Hollerhaus Irschenhausen

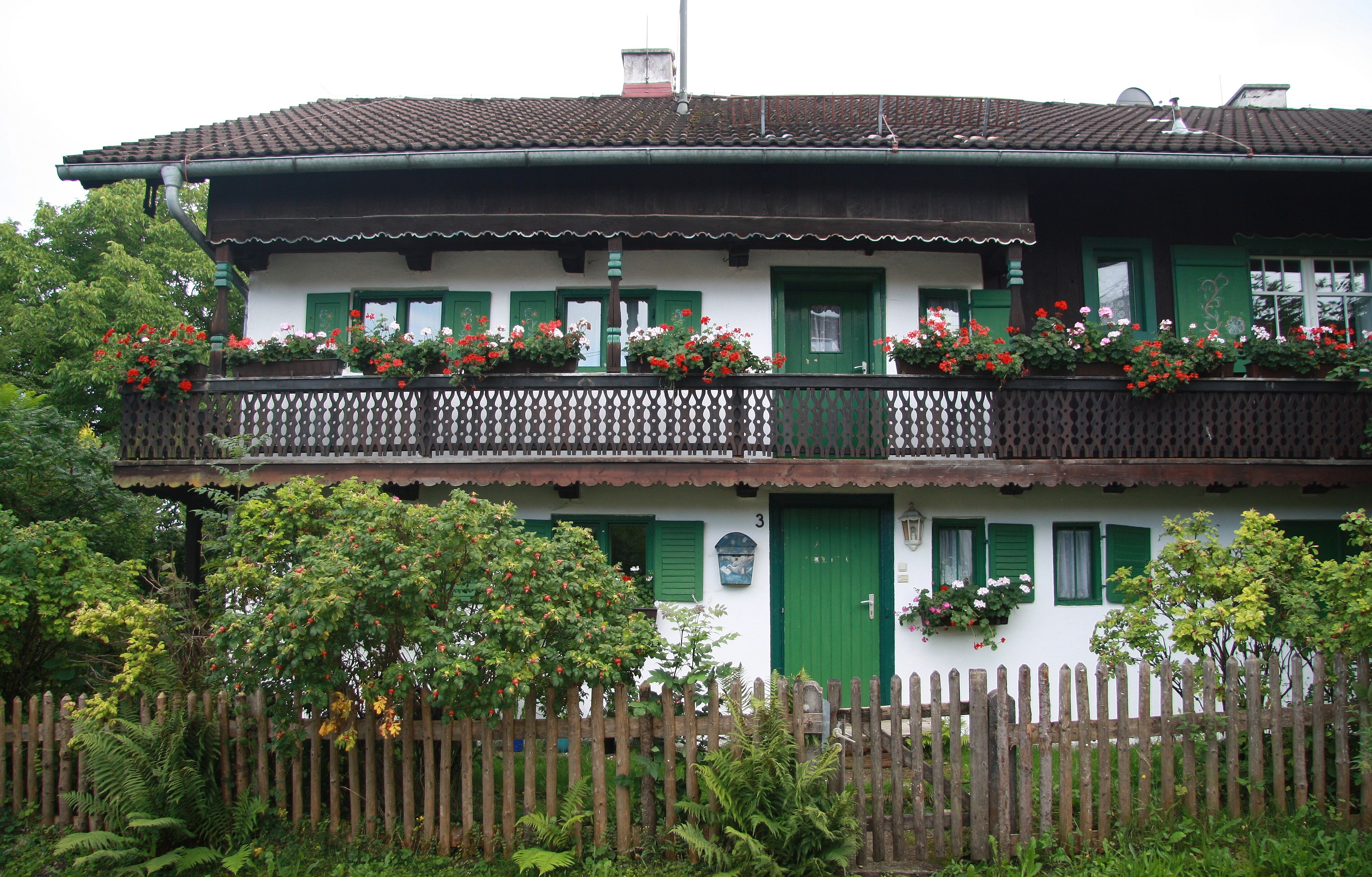
Hollerhaus Irschenhausen

Das Hollerhaus Irschenhausen ist ein kultureller Treffpunkt für Lesungen, Ausstellungen und Konzerte im Ortsteil Irschenhausen der oberbayerischen Gemeinde Icking im Landkreis Bad Tölz-Wolfratshausen. Es handelt sich um ein ehemaliges Bauernhaus aus dem 14. oder 15. Jahrhundert mit einer nachträglich angebauten Kunstgalerie. Überregionale Bekanntheit erlangte das Hollerhaus als „Pension Resi“ in der Fernsehkrimiserie Der Bulle von Tölz.

## Geschichte
Das Haus wurde vermutlich zwischen 1313 und 1457 errichtet. Im Jahr 1910 erwarben die Berliner Malerin Clara Porges und ihr Mann, der österreichische Violinist Friedrich Porges, das Gebäude und nannten es wegen des großen Holunderbusches im Garten „Hollerhaus“. Sie ließen eine Galerie anbauen, die 1917 eröffnet wurde.
Der nächste Eigentümer war der Journalist und Mitgründer der Tageszeitung Münchner Merkur, Felix Buttersack. Er kaufte das Anwesen für seine Schwester, Baronin Marianne von Beaulieu, die zusammen mit ihrer Tochter Ingrid Lepsius das Hollerhaus zu einer Pension und einem Künstlertreff machte. So zog sich Adolf Erbslöh, ein Mitgründer der Neuen Künstlervereinigung München (N.K.V.M.), unfreiwillig ins Privatleben nach Irschenhausen zurück und malte seine Bilder von 1934 bis 1937 in der Galerie des Hollerhauses, weil nach der Machtergreifung der Nationalsozialisten die Malerei vieler Künstler als entartet verfemt wurde. Wilhelm Hegeler schrieb, während er dort wohnte, den Roman Das Gewitter; ebenso Werner Enke, der das Drehbuch zur Filmkomödie Zur Sache, Schätzchen verfasste, in der er neben Uschi Glas auch eine Hauptrolle spielte.
1995 bis 2008 diente das Hollerhaus als „Pension Resi“ in allen 69 Folgen der Krimiserie Der Bulle von Tölz.
Seit Ingrid Lepsius’ Tod im Jahr 2004 führt Lia Schneider-Stöckl das Hollerhaus.